# Mwadui Luhumbo
Mwadui Luhumbo (Mwadui Lohumbo) è una circoscrizione mista (mixed ward) della Tanzania situata nel distretto di Kishapu, regione di Shinyanga. Conta una popolazione di 22 785 abitanti (censimento 2012).